# Claramühle
Claramühle ist ein Gemeindeteil der Gemeinde Alfeld im Landkreis Nürnberger Land (Mittelfranken, Bayern). Claramühle liegt in der Gemarkung Alfeld.

## Lage
Die Einöde liegt an der Stelle, an der das bis dahin in nordöstlicher Richtung verlaufende Albachtal eine scharfe Kehrtwende nach Nordwesten nimmt. Der Mühlbach, ein Seitenarm des Happurger Baches, fließt vorbei. Etwa hundert Meter südlich liegt die Regelsmühle, die ebenfalls ein Teil der Gemeinde Alfeld ist.

## Geschichte
Eine Mühle am Ort der heutigen Claramühle ist bereits durch eine um das Jahr 1275 erfolgte erstmalige urkundliche Erwähnung belegt. Das zweistöckige Hauptgebäude des Gehöftes wurde vermutlich aber erst im 18. Jahrhundert erbaut.